# Oxögat (Ljusdals socken, Hälsingland, 688135-151936)
Oxögat är en sjö i Ljusdals kommun i Hälsingland och ingår i Ljusnans huvudavrinningsområde.